# Integriertes Fernmeldesystem

Integriertes Fernmeldesystem, Versuchsanlage 1982

Das Integrierte Fernmeldesystem, kurz IFS, war ein Schweizer Projekt unter der Federführung der Schweizer Post-, Telefon- und Telegrafenbetriebe, kurz PTT. Es hatte das Ziel, eine Technologie für ein auf der Puls-Code-Modulation, kurz PCM, basiertes Schweizer Fernmeldenetz zu entwickeln. Das Projekt sollte die Marktführerschaft der Schweiz im Hochtechnologiebereich fördern und der nationalen Fernmeldeindustrie den internationalen Durchbruch ermöglichen. Das Projekt wurde bewusst nicht international aufgebaut. Nur Schweizer Unternehmen wurden am Projekt beteiligt. Die Projektvorbereitungen starteten am 27. November 1967, und das Vorhaben wurde 1983 als beendet erklärt.

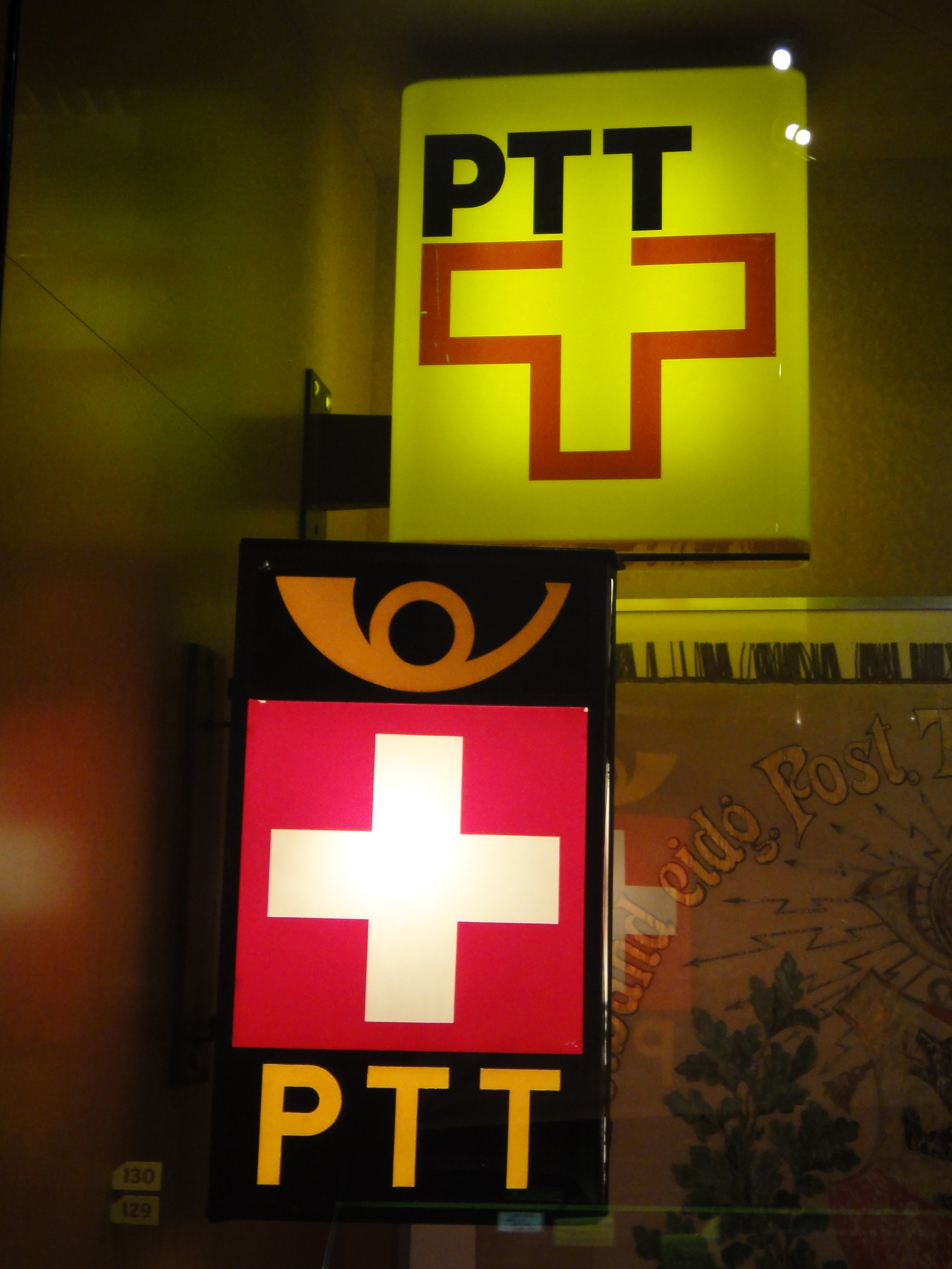
Die Schweizer PTT war als Kunde federführend im Projekt IFS.

Das Projekt endete erfolglos. Es gelang den Ingenieuren nicht, bis 1983 ein marktfähiges System zu entwickeln. Es kostete die PTT und deren Partner rund 220 Millionen Franken. Ab 1984 beschaffte und verwirklichte die PTT ein alternatives Integriertes Fernmeldesystem unter Mitwirkung der international agierenden Unternehmen Ericsson, ITT und Siemens. 1969 wäre diese Vorgehensweise auf Ablehnung gestossen. Eine intensive, direkte Zusammenarbeit der PTT mit internationalen Unternehmen für das helvetische IFS-Gesamtvorhaben hätte sich damals fast schon des Verdachts eines  Landesverrat ausgesetzt.

## Geschichte
1966 gab die US-amerikanische Advanced Research Project Agency das ARPANET in Auftrag, welches Computer miteinander verbinden sollte. Dieses Arpanet inspirierte ab 1970 den gesamten Datenkommunikationsmarkt und war auch Basis des Internets. Allerdings wurde dafür Daten-Paketvermittlung gewählt, welche nicht der Leitungsvermittlung damaliger Fernmeldenetze für Telefonie entsprach. Mehrere nationale Projekte für digitale Fernmeldesysteme in Ländern wie den Niederlanden, Frankreich, Deutschland, England, Schweden, Italien, Japan beruhten noch auf PCM für die Telefonie, dem Time Division Multiplexing (TDM) für die Übertragung und auf Leitungsvermittlungtechnik. Bis die Paketvermittlungstechnik auch für die Telefonie verbreitet eingesetzt wurde, dauerte es jedoch noch Jahrzehnte. Es fehlte an den dafür notwendigen Übertragungskapazitäten sowohl bezüglich Übertragungsgeschwindigkeit wie auch Datenvolumen.  Somit war zur Zeit des IFS das Arpanet und die aufkommende Internettechnik noch keine brauchbare Basis für ein telefoniebasiertes Telekommunikationssystem.
Da die Schweizer PTT frühzeitig an der praktischen Einführung der PCM-Technologie arbeitete, wurde diese Technologie für ein landesweites Fernmeldenetz vorgeschlagen. Wesentliche Vorarbeiten leisteten die PTT-Ingenieure Walter Neu und Albert Kündig in einer Konzeptstudie, welche 1968 veröffentlicht wurde. Sie sprachen sich für eine dezentrale Lösung für die neue digitale Leitungsvermittlung aus, um getrennt davon die zentrale Systemsteuerung und Kontrolle auf einem kommerziell verfügbaren Computer durchzuführen. Auch machten sie konkrete Vorschläge für die Synchronisation des Gesamtsystems unter Zuhilfenahme elektronischer Pufferspeicher. Am 27. November 1967 traf sich die PTT mit den ausgewählten Vertretern der Schweizer Fernmeldeindustrie, um das Projekt ins Leben zu rufen. Beteiligt waren die Hasler Bern (später Teil von Ascom), die Standard Telephone und Radio AG als Tochterfirma der amerikanischen ITT und die Siemens-Albis Werke als Tochterfirma der deutschen Siemens. Es sollte ein Übertragungs- und computergesteuertes Vermittlungssystem mit digitaler Durchschaltung entwickelt werden, welches nicht nur einheitlich, sondern auch schweizerisch sein sollte. Im Sitzungsprotokoll stand «Als Fernziel wird ein einheitliches schweizerisches PCM-Übertragungs- und digitales Vermittlungssystem angestrebt». Eingeladen zu diesem ersten Treffen wurden nur die gewünschten Partner, welche eine am nationalen Milizsystem ausgerichtete Organisation schaffen sollten. Die Unternehmen schlossen sich zur «Arbeitsgemeinschaft Puls-Code-Modulation» zusammen, kurz AG PCM. Die PTT übernahmen anfänglich 40 % der Entwicklungskosten der Partnerfirmen. Der offizielle Beginn des IFS-Projektes erfolgte 1970 nach Vertragsunterzeichnung aller Beteiligten.

### Projektphase I (1970 bis 1976)
Als erstes Zwischenziel sollten die Anforderungen an das neue digitale System definiert werden, insbesondere auch die Schnittstellen zur herkömmlichen Analogtechnik, wobei Skeptiker innerhalb der PTT-Organisation umfassende derartige Forderungen formulierten. Im Gegensatz zu den erwähnten PTT-Vorstudien wählte man eine zentralisierte Systemstruktur. Um unterbruchsfreien Betrieb zu gewährleisten, wurde die sogenannte Mehrebenentechnik angestrebt. Dabei sollten die übergeordneten Netzebenen in dreifacher Ausführung für Redundanz und Bewältigung eines hohen Verkehrsvolumens sorgen. Eine einfache Pilotanlage für die digitale Vermittlung PCM-modulierter Gespräche im Transitverkehr zwischen Zentralen sollte bis 1974 entwickelt werden. Die gesamten Entwicklungskosten inklusive der später vorgesehenen weiteren Schritte wurden 1970 auf 20 Millionen Franken veranschlagt. Schon 1972 stellte man fest, dass man die anstehenden Software-Probleme mit der bisherigen Mannschaft alleine nicht meistern konnte. Deshalb wurde die britische Softwarefirma Scicon beigezogen, die Frist für die erste Phase um drei Jahre verlängert und das Budget auf 30 Mio. Franken erhöht. 1976 konnte zwischen dem Quartieramt Bern-Bollwerk und andern Ämtern in der Region Bern mittels einer solchen digitalen Vermittlungszentrale in Bern-Mattenhof Telefonverkehr während mehrerer Monate mit beschränkter Kapazität im Echtzeitbetrieb erfolgreich vermittelt werden. Der Anschluss von Teilnehmerleitungen war zu diesem Zeitpunkt noch nicht realisiert worden.

### Projektphase II (1977 bis 1979)
Auf Grund der Erfahrungen mit dem Pilotvermittler und den Entwicklungstrends im Ausland wurden die Anforderungen ans IFS überarbeitet und ergänzt, insbesondere um den Teilnehmeranschluss, die Ausbaufähigkeit für den ISDN-Betrieb  und zentrale Betriebsfunktionen. Dies machte eine Neuentwicklung der Hardwaremodule und der Software notwendig. Auch zu diesem Zeitpunkt gab es noch keinen Business-Plan, welcher die revidierten Kostenschätzungen, den Zeitplan und die Marktaussichten gesamthaft dargestellt hätte. Die Zusammenarbeitsverträge wurden verlängert. Noch 1979 waren die Anforderungen ans System nicht definitiv festgelegt, sodass die Entwicklung durch Berücksichtigung von Änderungswünschen verzögert wurde. Externe Beratungsfirmen wurden beigezogen, um den erreichten Stand zu beurteilen und Empfehlungen für das weitere Vorgehen zu geben.

### Projektphase III (1980 bis 1983)
Die Systemkomplexität und der zusätzlich notwendige Realisierungsaufwand für eine Erstausführung waren deutlich unterschätzt worden, was eine Überprüfung durch Spezialisten der US-amerikanischen Firma Computer Sciences Corporation ergab. Die Auswirkungen des Mehrebenenkonzepts auf die Softwarekomplexität des Gesamtsystems wurden erkennbar. Als Konsequenz wurde die Entwicklungsmannschaft auf insgesamt rund 280 Mitarbeiter aufgestockt (wovon 67 von externen Firmen), der Zeitplan für die Inbetriebnahme von IFS-Transitzentralen bis 1986 verlängert, das Budget auf 250 Mio. Franken erhöht und der Projektleitung mehr Kompetenzen erteilt. Der Kostenanteil der PTT erhöhte sich ab 1981 auf etwa 85 Prozent. Es stellte sich heraus, dass die ursprünglich geforderte Ausbaufähigkeit für einen späteren ISDN-Betrieb im Rahmen dieser Projektphase aufgegeben werden musste. Anstelle von neuen Digitalkonzentratoren wurden Analogkonzentratoren für den Anschluss der Teilnehmerleitungen vorgesehen. Gegen Ende dieser Phase wurde klar, dass die Konkurrenzfähigkeit des IFS gegenüber ausländischen Entwicklungen nicht mehr gegeben war. Schon 1981 bestellte die PTT von Siemens ein in Deutschland entwickeltes und 1980 in Betrieb genommenes volldigitales Vermittlungssystem EWSD für die internationale Zentrale in Zürich-Herdern. Für den Entscheid zum Abbruch des IFS-Projektes im Sommer 1983 mitentscheidend war, dass die erwartete Leistungsfähigkeit in Hinblick auf das wachsende Telefonverkehrsaufkommen wegen Schwächen des verwendeten Zentralrechners T203 der Firma Hasler unzureichend war, auf Digitalkonzentratoren vorerst verzichtet wurde und die Exporttauglichkeit aufgegeben werden musste.

## Gründe für das Scheitern
Wesentliche Gründe für das Scheitern waren die markante Unterschätzung der Aufgabe und des Aufwandes, die Projektverantwortung unter Leitung der PTT gemeinsam mit den drei Industriepartnern in einer losen Arbeitsgemeinschaft sowie mangelnde Erfahrung und zu wenig Fachleute für die Entwicklung komplexer Software. Allerdings litten auch vergleichbare ausländische Projekte einzelner Grossunternehmen unter massiven Budgetüberschreitungen. Bei der Definition der Anforderungen und dem System Design gab es Unsicherheiten und Spannungen unter den Partnern. Die unterschiedlichen Interessen der Partnerfirmen zeigten sich beim Beharren der Firma Hasler auf die Verwendung des in der Schweiz für das Telexnetz entwickelten Rechners, für welchen kein geeigneter Compiler für eine Höhere Programmiersprache, sondern nur Programmierung in Assemblersprache zur Verfügung stand und dem im Laufe der Zeit zunehmend von den ausländischen Mutterhäusern Siemens und ITT beeinflussten Verhalten ihrer IFS-Teams. Während der zu langen Projektdauer entwickelte sich die Mikroelektronik rasch, sodass Hardwarenachentwicklungen notwendig wurden. Behindernd war auch, dass fünf aufeinander folgende Projektleiter sich ablösten und Fachspezialisten gesucht und integriert werden mussten. Der Beizug externer Unternehmen zur Projektbeurteilung und Beratung führten ebenfalls zu Verzögerungen. Entscheidend war jedoch, das die Wirtschaftlichkeit für den relativ kleinen Schweizermarkt in Hinblick auf die noch notwendigen Weiterentwicklungen und den Verlust der internationalen Wettbewerbsfähigkeit nicht mehr vorhanden war. Viele waren sich in der Beurteilung einig, dass das Projekt IFS für die Schweiz schlicht einen Nummer zu gross  war.

## Folgen des Scheiterns
Einen Vorteil hatte das Projekt: Die beteiligten Unternehmen und die PTT hatten Erfahrungen im Gebiet digitaler Netze gesammelt, die sie beim Aufbau eines Netzes, bestehend aus Komponenten internationaler Unternehmen, verwenden konnten. So konnten die Anpassungen der von der PTT nach dem Scheitern des IFS gewählten ausländischen Systemlösungen Siemens EWSD, ITT System-12 und Ericsson AXE an die helvetischen Anforderungen zügig verwirklicht werden. Das Siemens-System entwickelte sich zum weltweit meistverkauften Festnetz-Vermittlungssystem und gilt als Vorreiter für die Integration von Sprach-, Text-, Bild- und Datenvermittlung im öffentlichen Telefonnetz. Allerdings dauerte es noch Jahre, bis diese drei Systeme voll ISDN-tauglich bei der PTT zum Einsatz kamen.
Bis in die 1980er-Jahre mussten sich angehende Elektroingenieure der Eidgenössischen Technischen Hochschule Zürich nur am Rande mit Programmierung beschäftigten. 1971 wurde der leitende Ausschuss des IFS-Projekts bei der ETH vorstellig und regte an, in der Ingenieursausbildung vertiefte Informatikkentnisse zu vermitteln. Doch die ETH reagierte vorerst ablehnend, obschon bereits einzelne ETH-Professoren auf dem Gebiet der Informatik tätig waren, wie beispielsweise der Compiler-Pionier Heinz Rutishauser. Eine formale Berufsausbildung zum Informatiker gab es an der ETH Zürich erst ab 1981. Ende der 1970er-Jahre wurde an der Universität Bern eine Professur für Informatik geschaffen. Federführend dabei war die Hasler AG, welche besonders am Fehlen geeigneter Softwareentwickler litt. Für das IFS-Projekt kam das Umdenken jedoch zu spät. Das IFS-Projekt setzte aber wichtige Impulse. Aufgrund des Projektes wurde von Hansjürg Mey, Direktor der Hasler AG, die «Software-Schule Schweiz» in Bern gegründet.